# 1 E1 m
Pour aider à comparer les ordres de grandeur des différentes longueurs, voici une liste de longueurs de l'ordre de 101 m, soit 10 m :
- 10 m correspondent :
  - à un décamètre
  - à 1 000 centimètres
  - à 10 000 millimètres
  - au côté d'un carré de 100 m² de superficie
- 10 m : longueur d'onde de la plus haute fréquence radio des ondes courtes, 30 MHz.
- 18,29 m : record du monde du triple saut établi en 1995.
- 23 m : hauteur de l'obélisque de la place de la Concorde, à Paris.
- 23,12 m : record du monde de lancer du poids établi en 1990.
- 30 m : longueur d'une baleine bleue, le plus grand animal.
- 55 m : hauteur de la Tour de Pise.
- 70 m : largeur d'un terrain de football.
- 74,08 m : record du monde de lancer du disque établi en 1986.
- 86,74 : record du monde de lancer du marteau établi en 1986.
- 98,48 m : record du monde de lancer du javelot, établi en 1996.
- 100 m : longueur d'onde de la plus basse fréquence radio des ondes courtes, 3 MHz.